# 卡塔戈 (考卡河谷省)

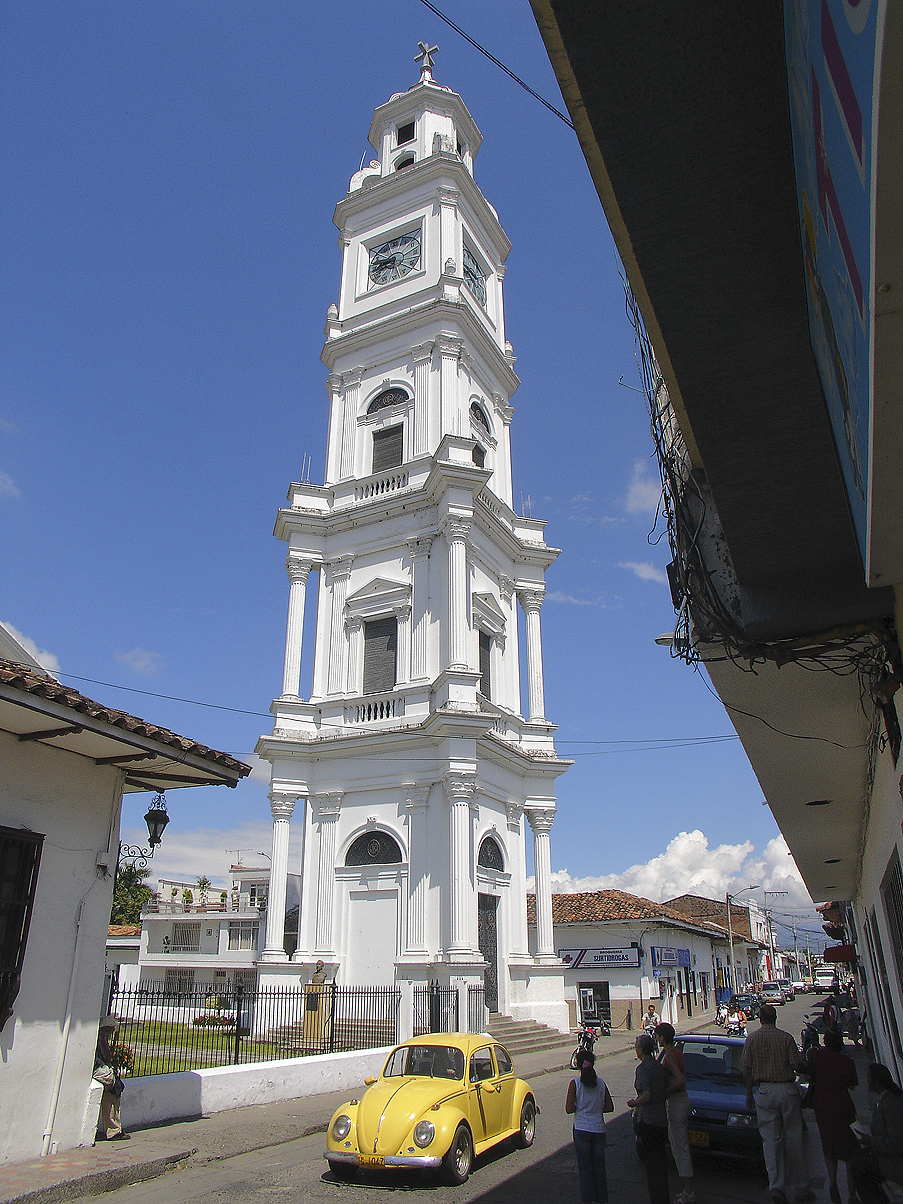

卡塔戈（西班牙語：Cartago，發音：[kaɾˈtaɣo]）是哥倫比亞考卡河谷省的城市，位於該國西部，距離首府卡利187公里，始建於1540年8月9日，面積279平方公里，海拔高度917米，2012年人口135,365。

## 友好城市
- 法國 邦迪

## 外部連結
- Alcaldia de Cartago （页面存档备份，存于）
- Universidad del Valle - Cartago（页面存档备份，存于）

4°42′N 75°55′W / 4.700°N 75.917°W